# Cut Knife (Saskatchewan)
Cut Knife est une ville canadienne située dans la province de la Saskatchewan sur l'autoroute 40 au nord-ouest de Saskatoon. Cut Knife comprend le tomahawk le plus grand au monde dans le Tomahawk Park à côté du Clayton McLain Memorial Museum.

## Démographie
| 2001 | 2006 | 2011 | 2016 |
| ---- | ---- | ---- | ---- |
| 556  | 532  | 517  | 573  |

## Annexe